# Rak želodca
Rák želódca, tudi želódčni rák, je rak, ki nastane v steni želodca. Sprva se lahko kaže z zgago, bolečinami v zgornjem delu trebuha, navzeo (siljenjem na bruhanje) in pomanjkanjem teka. Poznejši znaki in simptomi so med drugim lahko izguba telesne mase, porumenelost kože in beločnic, bruhanje, oteženo požiranje ter kri v blatu. Rak se lahko iz želodca razširi v druge dele telesa, zlasti v jetra, pljuča, kosti, potrebušnico in bezgavke.
Najpogostejši vzrok raka želodca je okužba z bakterijo Helicobacter pylori, zaradi česar nastane v več kot 60 odstotkih primerov. Pri okužbi z nekaterimi tipi bakterije H. pylori je tveganje večje kot pri drugih. Kajenje, prehranski dejavniki, na primer vložena zelenjava, in debelost so drugi dejavniki tveganja. V približno 10 odstotkih primerov se pojavlja v družinah, v enem do treh odstotkih pa nastane zaradi genetskih sindromov, podedovanih od staršev; sem spada na primer dedni difuzni rak želodca. Po tkivnem izvoru je večinoma karcinom. Ta vrsta ima številne podtipe. V želodcu lahko nastanejo tudi limfomi in mezenhimski tumorji. Bolezen običajno nastane v več fazah skozi leta. Diagnoza običajno temelji na biopsiji, opravljeni pri endoskopiji. Temu sledijo slikovne preiskave za ugotavljanje razširjenosti bolezni v drugih delih telesa. Na Japonskem in v Južni Koreji, dveh državah z visoko pojavnostjo bolezni, izvajajo presejanje za raka želodca.
Tveganje za raka želodca je manjše ob sredozemski prehrani, zmanjša pa se tudi ob prenehanju kajenja. Šibki dokazi kažejo, da se tveganje za raka želodca zmanjša tudi ob zdravljenju okužbe z bakterijo H. pylori. Če se zdravljenje raka začne dovolj zgodaj, ga je pogosto mogoče pozdraviti. Pri tem gre za kombinacijo kirurškega zdravljenja, kemoterapije, obsevalnega zdravljenja in ciljanega zdravljenja. Če se zdravljenje začne pozno, se priporoča paliacija. Izidi zdravljenja so pogosto slabi, globalno z manj kot 10-odstotnim petletnim preživetjem. Glavni razlog za to je, da večina bolnikov zdravnika obišče šele, ko je bolezen že napredovala. V Združenih državah Amerike je petletno preživetje 28-odstotno, v Južni Koreji pa presega 65 odstotkov, kar gre deloma pripisati presejalnim prizadevanjem.
Globalno je rak želodca peti glavni vzrok raka in tretji glavni vzrok smrti zaradi raka, in sicer povzroča sedem odstotkov primerov raka in devet odstotkov smrti zaradi raka. Leta 2012 je za njim na novo zbolelo 950.000 ljudi, umrlo pa 723.000 ljudi. Pred 30. leti 20. stoletja je bil v večini delov sveta, tudi v večini zahodnoevropskih držav, najpogostejši vzrok smrti zaradi raka. Stopnja smrtnosti se je od takrat v mnogih delih sveta zmanjšala. Domnevni razlog za to je zmanjšanje uživanja slane in vložene hrane, saj se je kot način ohranjanja sveže hrane uveljavilo hlajenje. Rak želodca se najpogosteje pojavlja v Vzhodni Aziji in Vzhodni Evropi. Pri moških se pojavlja dvakrat pogosteje kot pri ženskah.